# Drassodella
Drassodella is een geslacht van spinnen uit de familie Gallieniellidae.

## Soorten
Het geslacht kent de volgende soorten:
- Drassodella melana Tucker, 1923
- Drassodella purcelli Tucker, 1923
- Drassodella quinquelabecula Tucker, 1923
- Drassodella salisburyi Hewitt, 1916
- Drassodella septemmaculata (Strand, 1909)
- Drassodella tenebrosa Lawrence, 1938
- Drassodella vasivulva Tucker, 1923